# Chusquea caparaoensis
Chusquea caparaoensis är en gräsart som beskrevs av Lynn G. Clark. Chusquea caparaoensis ingår i släktet Chusquea och familjen gräs. Inga underarter finns listade i Catalogue of Life.